# Leptocyclopodia haplotes
Leptocyclopodia haplotes är en tvåvingeart som beskrevs av Maa 1975. Leptocyclopodia haplotes ingår i släktet Leptocyclopodia och familjen lusflugor. Inga underarter finns listade i Catalogue of Life.